# Wählbarkeitsbreve
Ein Wählbarkeitsbreve, auch bezeichnet als „brevia eligibilitatis“, „breve d’eligibilità“ oder „Eligibilitätsbreve“, ist eine spezielle päpstliche Urkunde, die in der Reichskirche des Heiligen Römischen Reiches vom ausgehenden 16. Jahrhundert bis 1803 Verwendung fand. Sie ermöglichte es einem Bischofsbewerber, der die kirchenrechtlichen (kanonischen) Voraussetzungen für die Wahl nicht erfüllte und deswegen ausnahmsweise einer Mehrheit von mehr als zwei Dritteln statt der üblichen einfachen Mehrheit bedurfte, bei einer Bischofswahl trotzdem nur mit einfacher Mehrheit in das Amt zu gelangen. Kirchenrechtlich entspricht ein Wählbarkeitsbreve einem päpstlichen Indult oder Dispensbreve.
Üblicherweise war bei einer Bischofswahl wie auch bei Abtswahl in der Reichskirche ein Kandidat gewählt, der die einfache Stimmenmehrheit der Wähler auf sich vereinigen konnte. Ausnahme sollte die sogenannte Postulation bleiben, bei der ein Bewerber eine qualifizierte Mehrheit von mehr als zwei Dritteln aller Stimmen benötigte. Eine Postulation war bei jenen Bischofsbewerbern erforderlich, denen die kanonischen Voraussetzungen zum Erwerb eines Bistums fehlten.
Kanonische Voraussetzungen bei einer Bischofswahl waren unter anderem: Keine Bistumskumulation, Mindestalter von 30 Jahren, eheliche Geburt, Subdiakonatsweihe mindestens sechs Monate vor der Bischofswahl und Abschluss wissenschaftlicher Studien mit dem Doktortitel, Magister oder wenigstens Lizentiat.
Als ältestes bzw. erstes Wählbarkeitsbreve gilt das Breve für Herzog Ernst von Bayern (1554–1612) anlässlich seiner Wahl zum Fürstbischof in Lüttich am 30. Januar 1581. Das letzte von einem Papst für die Deutsche Reichskirche ausgestellte Wählbarkeitsbreve wurde anlässlich der letzten beiden Bischofswahlen der alten Reichskirche vorgelegt. Es war am 16. August 1801 für Erzherzog Anton Viktor von Österreich ausgestellt worden.
Mit dem Instrument der Wählbarkeitsbreven lösten die Päpste den Widerspruch zwischen den Bedürfnissen der katholischen Fürstenhöfe, die aus dynastischen Interessen den Besitz von Bistümern auch dann anstrebten, wenn das hierfür vorgesehene Familienmitglied die kanonischen Voraussetzungen nicht erfüllte, und dem kanonischen Recht im Einzelfall auf und banden die Bischofskandidaten enger an Rom. Der Heilige Stuhl stellte damit aus Pragmatismus tridentinische Idealvorstellungen und Reformziele zurück.
Ein Beispiel für Wählbarkeitsbreven ist der Aufstieg von Friedrich Karl von Schönborn-Buchheim. Er erhielt 1722 ein Wählbarkeitsbreve, weil er seit 1710 Koadjutor mit dem Recht der Nachfolge des Fürstbischofs von Bamberg war. 1724 scheiterte er zunächst aus kirchenpolitischen Gründen bei der Wahl zum Nachfolger seines plötzlich verstorbenen Bruders Johann Philipp Franz von Schönborn als Fürstbischof von Würzburg. 1729 wurde er dann doch Fürstbischof von Würzburg. Noch im Dezember 1728 erteilte der Papst ihm zur Überwindung des Hinderungsgrundes der Kumulation von Bistümern ein Wählbarkeitsbreve für alle deutschen Bistümer. 1729 folgte er seinem zwischenzeitlich verstorbenen Onkel Lothar Franz von Schönborn als Fürstbischof von Bamberg nach und konnte so beide Bistümer in Familienhänden halten. 1732 scheiterte er ungeachtet des Wählbarkeitsbreves aus politischen Gründen bei der Wahl zum Erzbischof von Mainz, ein Amt, das schon sein Onkel Lothar Franz und – vor diesem – Johann Philipp von Schönborn innehatten.